# Кокран, Жаклин
Джекилайн Кокран (англ. Jacqueline Cochran; 11 мая 1906 года — 9 августа 1980 года) — пионер американской авиации, считается одной из самых одарённых женщин-пилотов своего поколения.
В 1953 году стала первой из женщин-пилотов, которая преодолела звуковой барьер. В 1964 году — первой женщиной, превысившей скорость звука в два раза. В 1956 году баллотировалась в Конгресс США как кандидат от Республиканской партии от 29-го Избирательного округа (Калифорния).

## Биография
Жаклин Кокран (Бесси Ли Питман) родилась 11 мая 1906 года во Флориде, была самой младшей из пяти детей в семье Марии Грант и Ира Питмана. Семья Жаклин —  семья квалифицированных мукомолов — переезжала из города в город, создавая и дорабатывая мукомольные мельницы. Жаклины не были богатыми, как и большинство других семей в округе. Однако, вопреки некоторым сведениям, еда на столе была всегда.
Бесси Питман вышла замуж в раннем возрасте за Роберта Кокрана, молодого авиамеханика из близлежащей военно-морской базы в Пенсаколе. Они поженились в Блейкли, Джорджия 13 ноября 1920 года. Через четыре месяца она родила Роберта Кокрана (младшего). Втроём они переехал в Майами, где прожили четыре года. После развода Кокран переехала обратно на Северо-Запад Флориды, поселившись в DeFuniak Спрингс, где тогда жили её родители. Сын Бесси, которому не было и пяти лет, Роберт Кокран-младший, трагически погиб во время игры со спичками на заднем дворе — на нём загорелась одежда.
Кокран пошла работать парикмахером в Пенсаколе, затем оказалась в Нью-Йорке. Там она устроилась на работу в престижный салон Сакс на Пятой авеню. С течением времени она решила изменить имя с мисс Бесси Кокран на мисс Джеки Кокран.
Джеки решила забыть свою личную семью и оставить в прошлом все невзгоды и поддерживала связь со своими родственниками все годы. После того, как она повторно вышла замуж, некоторые из её родственников переехали к ней на её ранчо в Калифорнию. Однако она потребовала, чтобы все говорили, что они всегда жили одной семьёй, вместе. Кокран, видимо, хотела скрыть от общественности первые главы своей жизни и это так и было, вплоть до её смерти.
Там Кокран знакомится с Флойдом Бостуиком Одлумом, основателем корпорации «Атлас» и Генеральным директором РКО в Голливуде. Он был старше её на четырнадцать лет и являлся одним из 10 самых богатых людей в мире на тот момент. Одлум влюбился в Кокран и предложил ей помощь в открытии косметического бизнеса.
После того, как друг предложил ей полетать на самолёте, начале 1930-х годов Джеки начала брать уроки пилотажа на аэродроме Рузвельт, Лонг-Айленд. Она научилась пилотировать самолёт за три недели. Затем она летала одна и через два года получила лицензию коммерческого пилота. После Открытого чемпионат Ванкувера в 1936 году, выходит замуж за Одлума (после его развода). Он был проницательным финансистом, подкованным в маркетинге, и признал значение публичности для своего бизнеса. Производя линейку косметики «Уингс», она летала на собственном самолёте по всей стране, содействуя продвижению продукции. Годы спустя, Одлум, для продвижения линейки помад «Голливуд», заручился поддержкой и одобрением Мэрилин Монро.

## Вклад в авиацию
Известная как «Джеки» и рекламируя имя Кокран, она была одной из трех женщин, участвовавших в Воздушных гонках MacRobertson в 1934 году. В 1937 году Джеки была единственной женщиной в Бендикс-гонке. Она договорилась с Амелией Эрхарт организовать гонку для женщин. В этом же году Кокран установила новый национальный рекорд скорости. К 1938 году она стала лучшей женщиной-пилотом в Соединённых Штатах. Джеки выиграла «Bendix-Гонки» и установила новый рекорд трансконтинентальной скорости, где также велась запись высот полёта (на этот раз она ставила рекорды не среди женщин-лётчиков, а среди всех пилотов).
Кокран стала первой женщиной, которая летала на бомбардировщике через Атлантику. Она выиграла пять Призов Хармона, это выдающееся достижение женщины-пилота в мире. Иногда её называли «Королева скорости», вплоть до её смерти. В истории авиации не было пилота, который достиг бы большей скорости, высоты или пролетел бы большее расстояние, чем Кокран. Она признана пилотом с наибольшим количеством рекордов скорости в мире.
До вступления Соединённых Штатов во Вторую Мировую войну, Кокран была членом организации «Крылья для Британии» — Организации, которая переправляла американские самолёты в Великобританию и стала первой женщиной, летающей на бомбардировщике «Локхид Хадсон 5» через Атлантику. В Великобритании она добровольно вступила в Королевские военно-воздушные силы. Несколько месяцев она работала в британском «Воздушном вспомогательном транспорте»(ATA), куда нанимали квалифицированных женщин-пилотов из Соединённых Штатов. В сентябре 1940 года Кокран написала письмо Элеоноре Рузвельт с предложением начать призыв женщин-лётчиков в военно-воздушные силы Армии. Она считала, что квалифицированные женщины-пилоты могли бы совершать все внутренние авиаперевозки, высвободив большое количество мужчин-пилотов для участия в боях. На фото она среди женщин, таких как Oveta Culp Hobby, которая тогда отвечала за «Женский Вспомогательный Армейский Корпус» (WAAC). (WAAC был предоставлен полный военный статус 1 июля 1943 года, таким образом делая их частью Армии. В то же время группа была переименована в «Женский Армейский Корпус» (WAC).
Также в 1940 году, Кокран написала письмо подполковнику Роберту Олдсу, который в то время помогал организовывать команду авиаперевозок. (Команда перевозок изначально была Курьерской Службой Доставки, но превратилась в «Доставку воздушным транспортом», то есть в подразделение ВВС Армии Соединённых Штатов). В письме Кокран предлагает использовать женщин-пилотов для боевых действий. В начале 1941 года Олдс попросил Кокран собрать информацию: сколько женщин-пилотов из Соединённых Штатов готовы на перелёт в Англию, необходимость в них самих США, налёты часов и навыки, а также личную информацию о них. Она воспользовалась информацией из «Гражданской Администрации по Аэронавтике».
Несмотря на большую нехватку лётчиков, генерал-лейтенант Генри х. «Хап» Арнольд был тем человеком, которого необходимо было убедить в том, что женщины-пилоты могли решить его кадровые проблемы. Арнольд командовал Авиационным корпусом и как генерал продолжал командовать Армейскими ВВС после их создания в июне 1941 года. Он знал, что женщины-пилоты успешно используются во Вспомогательном Воздушном Транспорте (ВВТ) в Англии. Тогда же, в июне 1941 года, Арнольд предложил Кокран привезти группу квалифицированных женщин-пилотов, чтобы увидеть на месте, что надо Британии. Он обещал ей, что никаких решений относительно женщин-пилотов из ВВС США приниматься не будет тех пор, пока они не согласятся на полёты.
Когда Арнольд попросил Кокран приехать в Великобританию для изучения ВВТ, Кокран попросила 76 наиболее квалифицированных женщин-пилотов, отобранных ею по анкетам, поехать с ней вместе и летать в составе ВВТ. Критерии отбора для этих женщин были высокие — по крайней мере 300 часов летного времени, но у большинства женщин-пилотов его было более 1000. Те, кто летал в Канаде узнали о таком наборе и предложили свои кандидатуры, так что количество женщин-пилотов стало большим. В общей сложности 25 женщин прошли испытания и, два месяца спустя, в марте 1942 года, они отправились в Великобританию вместе с Кокран, чтобы летать в ВВТ.
Хотя Кокран в сентябре 1942 года была в Англии, генерал Арнольд поручил формирование Экспериментальной Женской эскадрильи по переброске (WAFS) Нэнси Харкнесс Лав. Эскадрилья WAFS формировалась на «Авиационной Базе Кастл» в Уилмингтоне, Делавэр, из групп женщин-пилотов, её задача заключалась в перегонке военных самолётов. Услышав о WAFS, Кокран сразу же уехала из Англии. Опыт работы в Великобритании с ATA убедил Кокран, что пилоты-женщины могут подучиться и решать гораздо более сложные задачи, чем перегон самолётов. Генерал Арнольд разрешил расширение спектра деятельности женщин-пилотов и санкционировал создание из женщин Летного отряда обучения(WFTD), во главе с Кокран. В августе 1943 года, с согласия Белого дома, WAFS и WFTD объединились для создания организации «Женщины пилоты воздушных судов»(WASP) с Кокран — директором и Нэнси Лав — начальником отдела доставки.
Кокран, как директор Службы пилотов военно-воздушных сил, руководила обучением сотни женщин-пилотов на бывшем поле Avenge в Суитуотер, штат Техас. За её военную работу она получила медаль США «За выдающуюся службу» и Крест лётных заслуг (США). После войны, Кокран стала первой женщиной, которая преодолела звуковой барьер (с Чаком Йегером), первой женщиной перелетевшей через океан, а также установила многие другие рекорды в авиации.

## После войны
В конце войны Кокран была нанята журналом для освещения глобальных послевоенных событий. В этой роли она была свидетелем капитуляции японского генерала Томоюки Ямасита на Филиппинах, затем стала первой женщиной (не японкой), которая въехала на территорию Японии после войны, участвовала в Нюрнбергском процессе в Германии.
В 1948 году Кокран была переведена в резерв ВВС США, где она в конечном итоге дослужилась до чина подполковника.

### Авиационные рекорды
После войны, она начала летать на новых реактивных самолётах, готовилась установить многочисленные рекорды; она стала первой во всех отношениях женщиной-пилотом, её стали называть «Сверхзвуковая».
Воодушевлённые майор Чак Йегер и Кокран, которая непрерывно поддерживала с ним дружеские отношения, 18 мая 1953 года, над озером Rogers Dry Lake, штат Калифорния, разогнались на реактивном Canadair F-86 Sabre, заимствованном из канадских ВВС до средней скорости 652,337 миль/ч. Она стала первой женщиной-пилотом, преодолевшей звуковой барьер.
Кокран также была первой женщиной, которая приземлилась и взлетела с авианосца, первой женщиной, которая достигла 2-х скоростей звука, первой женщиной, которая управляла перелётом бомбардировщика через Северную Атлантику (в 1941), она — первый пилот, (среди женщин, посадка вслепую на тот момент существовала уже давно, более того, в 1938 году посадку по приборами при практически нулевой видимости осуществил пассажирский самолёт) который совершил слепое (по приборам) приземление, единственная женщина — президент Международной Федерации Аэронавтики (1958—1961), первая женщина-пилот, управлявшая перелётом реактивного самолёта через Атлантику, первый пилот, поднявшийся выше 20,000 футов с кислородной маской и первой женщиной, которая участвовала в Трансконтинентальной Гонке «Bendix». Ей принадлежит самое большое количество рекордов дальности перелёта и скорости, чем у любого другого пилота, мужчины или женщины.
Из-за её интереса ко всем формам авиации Кокран управляла дирижаблем «Goodyear Blimp» в начале 1960-х с капитаном дирижабля «Goodyear Blimp» Р. В. Кросиром в Акроне, Огайо.
Оспаривала полёт Валентины Терешковой в космос. В мемуарах Н. Каманина это записано так:
«Из ЦК ДОСААФ прислали материалы о выступлении американской летчицы Жаклин Кокран. Оказывается, 15 октября, после нашего отлётa из Мехико в Нью-Йорк, Кокран провела пресс-конференцию, на которой заявила: „Невозможно, чтобы обыкновенная парашютистка, каковой является русская Валентина Терешкова, могла быть запущена на орбиту, когда она даже не умеет управлять самолетом… Нет доказательств тому, что русская космонавтка действительно была запущена в космос, и, возможно, речь идет о еще одном пропагандистском трюке СССР“. Однако, кроме этого злостного брюзжания, у нас есть сотни писем от американцев, которые восхищаются полетом Терешковой. Есть очень теплое письмо от Джерри Кобб — летчицы и первой американской кандидатки на полет в космос. Есть официальные документы из штата Колорадо об избрании Терешковой почетной гражданкой города и т. д. Можно было бы публично „высечь“ эту Кокран — для этого имеются все возможности, — но я думаю, что нам не следует реагировать на её жалкий писк.»

### Меркурий 13
В 1960-х Кокран был спонсором программы Меркурий 13 — проверке способности женщин быть астронавтами. Тринадцать женщин-пилотов прошли те же самые предварительные тесты и испытания, как и астронавты-мужчины по программе Меркурий, в дальнейшем программа была отменена. Эта программа не была инициативой NASA, хотя возглавлялась двумя членами Комитета по Науке NASA, один из которых, Уильям Рэндолф Лавлэс II, был близким другом Кокран и её мужа. Хотя Кокран первоначально поддерживала инициативу Меркурий 13, в дальнейшем она была сторонником отсрочки прохождения дальнейших фаз тестирования и автором писем к руководству Флота и NASA. Она выражала сомнение по поводу необходимости такой программы для NASA и, возможно, значительно способствовала её закрытию. Существует мнение, что Кокран, будучи изначально спонсором этой программы, затем способствовала её закрытию из-за беспокойства, что больше не будет самым выдающимся лётчиком женского пола.
Конгресс провёл слушания, чтобы определить, было ли исключение женщин из программы по подготовке в астронавты дискриминационным, во время которых Джон Гленн и Скотт Карпентер свидетельствовали против привлечения женщин к программе космических полётов. Сама Кокран привела доводы против привлечения женщин в космонавтику, высказавшись, что время было очень дорого, и надо продвигаться по намеченным программам, что было единственным способом разбить Советы в Космической гонке. (Ни одна из женщин, которые прошли тесты, не была лётчиком-испытателем военных реактивных самолётов, у них не было дипломов инженера, а это было два основных критерия при отборе в потенциальные астронавты. Женщинам тогда не разрешалось быть лётчиками-испытателями военных реактивных самолётов. Однако у всех этих женщин-пилотов в среднем было больше часов налёта, чем у астронавтов — мужчин.) «NASA потребовало, чтобы все астронавты были выпускниками Военных реактивно-испытательных институтов и имели диплом инженера. В 1962 году женщины не принимались на подобные курсы и не могли отвечать этим требованиям». Так была закрыта программа Меркурий 13.

## Политическая деятельность
Пожизненный республиканец, Кокран, в результате её близости к политике и вооружённым силам, стала близким другом генерала Дуайта Эйзенхауэра. В начале 1952 года она и её муж спонсорской поддержкой помогли провести большой митинг в Мэдисон Сквер Гарден в Нью-Йорке в поддержку Эйзенхауэра в президентской гонке.
Митинг был заснят на плёнку, и Кокран лично распорядилась из Франции о специальном сеансе — его показе в штабе Эйзенхауэра. Её усилия убедили Эйзенхауэра баллотироваться на пост Президента Соединённых Штатов в 1952 году, и она будет играть одну из главных ролей в его успешной кампании. Став ещё более близкими друзьями после победы на выборах, Эйзенхауэр, Кокран и её муж часто встречались на их Калифорнийском ранчо и после того, как он покинул кресло президента и даже некоторую часть своих мемуаров написал в гостях у Кокран.
Политически честолюбивая, Кокран участвовала в выборах в Конгресс в 1956 году — от 29-го Избирательного округа по выборам в Конгресс от Калифорнии, как кандидат от Республиканской партии. Её имя появилось в избирательном бюллетене как Джейклайн Кокран-Одлум. Хотя она обошла в своей партии пять соперников-мужчин — выиграла на республиканском уровне, на всеобщих выборах она проиграла кандидату от демократической партии — азиатско-американскому конгрессмену, Дэлипу Сингху Сонду с почти равными результатами. Сонд победил с 54 989 голосами (51.5 %) против 51 690 голосов у Кокран (48.5 %). Её политическая неудача была одной из нескольких неудач, которые она когда-либо испытывала, и она никогда не делала повторных попыток. Те, кто знал Кокран, говорили, что эта неудача беспокоила её всю оставшуюся часть жизни.

## Наследство
Кокран умерла 9 августа 1980 года в своём доме в Индио, Калифорния, где она жила с мужем Флойдом Одлумом. Она была давней жительницей Долины Coachella и похоронена на кладбище Coachella Valley Public. Она регулярно использовала местный аэропорт «Thermal» для полётов в течение своей долгой карьеры в авиации. Аэропорт, который когда-то был переименован в «Desert Resorts Regional», снова был переименован — в её честь — «Региональный Аэропорт им. Жаклин Кокран».
Её рекорды и достижения в авиации никогда не сопровождались долгим вниманием со стороны средств массовой информации, как это было с Амелией Эрхарт, но это частично может быть приписано восхищению общественности теми, кто умирает молодыми на пике своей карьеры. Кроме того, использование Кокран огромного богатства мужа уменьшило интерес к её достижениям в истории авиации. Тем не менее, она заслуживает места в рейтинге известнейших женщин в истории, как одна из самых великих летчиц — женщина-пилот, которая часто использовала своё влияние, чтобы продвинуть других женщин в авиации.
Несмотря на нехватку систематического образования, у Кокран были тонкий ум и близость к бизнесу, и её инвестиции в область косметики всегда были прибыльными. Позже, в 1951 году, Бостонская Торговая палата признала её одной из 25 выдающихся деловых женщин Америки. В 1953 и 1954 годах, «Ассошиэйтед пресс» назвало её «Женщиной Года в Бизнесе.»
Находясь в ореоле известности и богатства, Кокран жертвовала много времени и денег на благотворительные цели, особенно бедным слоям населения, какой когда-то она была сама.

## Награды
Кокран получила награды и премии от многих стран всего мира. В 1949 году правительство Франции оценило вклад Кокран во время войны в области авиации, наградив её «Орденом Почётного Легиона» и снова в 1951 году — французской «Медалью ВВС». Она — единственная женщина, которая когда-либо получала Золотую медаль от «Международной авиационной федерации». Она продолжила быть избранной в Совет директоров и Директором Американской авиакомпании «Северо-западные Авиалинии». В США ВВС наградили её Крестом «За летные боевые заслуги» и Орденом «Легион почёта».
Ежегодно проводимое авиашоу было переименовано в «Авиашоу Жаклин Кокран» и проводится оно на местном региональном аэродроме, который тоже стал носить её имя. Кокран также стала первой женщиной, успехи и достижения которой удостоены постоянной экспозиции в Академии ВВС США. В электронной игре «Жизнь самой быстрой Женщины», написанной Карэн Санд, жизнь Кокран протекает рядом с её мужем — Флойдом, Амелией Эрхарт и другими.
Другие награды:
- 1964 — Кокран получила Золотую медаль Американской академии достижений
- 1965 — включение в Международный зал славы авиации и космонавтики
- 1971 — занесена в Национальный Зал славы Авиации
- 1985 — Международный астрономический союз назвал именем Кокран кратер (более 100 км в диаметре) на планете Венера
- 1992 — включение в Зал славы женщин Флориды
- 1993 — включение в Национальный женский зал славы
- 1993 — занесена в Зал славы Мотоспорта Америки
- 1996 — Почтовое ведомство Соединённых Штатов удостоило Кокран почтовой маркой номиналом 50¢, изображая перед ней «Трофей Bendix», с её самолётом P-35 на заднем плане и текстом: «Пионер авиации — летчица Жаклин Кокран.»
- 1999 — В рамках национального проекта «Женщины в истории» Кокран был посвящён месячник.
- 2002 — включение в Зал славы авиации Джорджии
- 2006 — имя Кокран занесено в Космическую Аллею Славы в городе Ланкастер, Калифорния и первая женщина, чей бюст будет там установлен
- 2021 — открытие памятника в Мемориале женщин-ветеранов округа Окалуза, штат Флорида.